# 外贝加早熟禾
外贝加早熟禾（学名：Poa transbaicalica），为禾本科早熟禾属下的一个植物种。